# Lågprisvaruhus

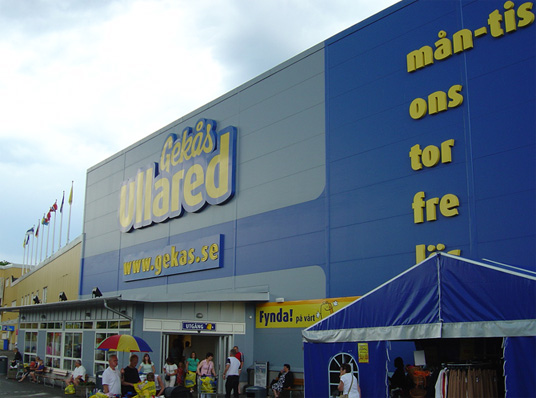
Gekås i Ullared.

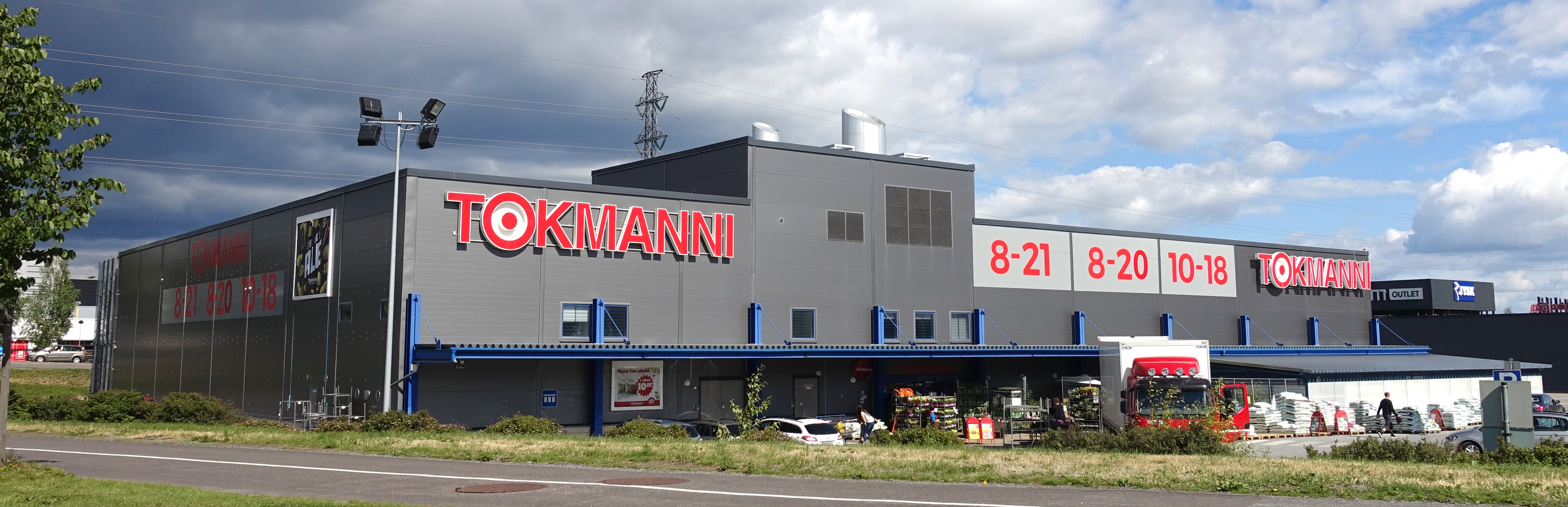
Tokmanni i Tammerfors

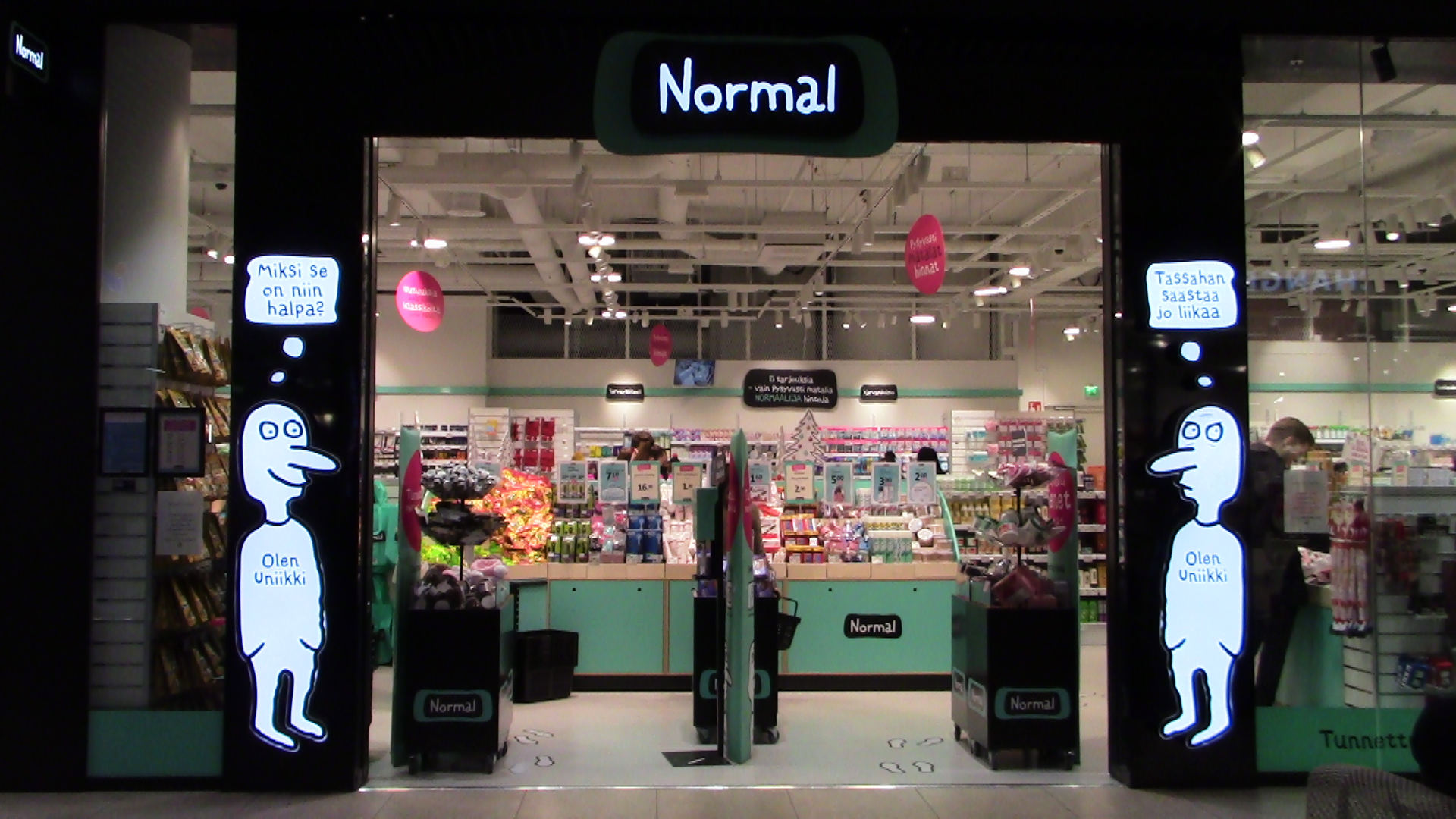
Normal i Helsingfors.

Ett lågprisvaruhus eller en lågprisbutik är en detaljhandel som är inriktad på lågpriser. Flera sammanslutna lågprisvaruhus eller lågprisbutiker kallas lågpriskedja.

## Lågprisvaruhus inom dagligvaruhandeln
Lågprisvaruhus inom dagligvaruhandeln kännetecknas ofta av att man förutom det fasta varusortimentet även säljer "klippvaror". Dessa är varor som ingår i ett tillfälligt sortiment som säljs under en begränsad period, till exempel under en vecka, månad, eller annan satt period, samt att man har ett omfattande system för prissänkningar av varor som butiken exempelvis vill sälja av snabbt för att få plats med nya varor inom kategorin.
Dessa tillfälliga varor är en blandning av allt från kompletterande basvaror till varor som normalt inte förknippas med dagligvaruhandeln, till exempel leksaker, hemelektronik och kläder.

### Sverige
Sveriges discounthandel har relativt liten marknadsandel av den totala handeln inom dagligvaruhandeln[källa behövs] och därför har konceptet ofta uppfattats som väldigt främmande för många svenska konsumenter. Detta har inneburit att utländska kedjor, så som Netto och Lidl, som försökt öka marknadsandelen för discounthandeln har haft en svår och kostsam uppgift. Konceptet som sådant är dock inte nytt för Sverige. ÖoB är ett dagligvaruhandelskedja av ungefär samma typ som discountkedjor.
Sverige har även under 1980-talet haft en trend med så kallade "lådbutiker"; butiker som pressar varupriserna genom att sälja direkt från kartonglådor på pall istället för uppackade varor på hyllor.

## Lågprisbutiker i urval

### Sverige
- Biltema (Norden)
- Bo Ohlsson i Tomelilla (Tomelilla)
- Börjes (Tingsryd)
- Dollarstore
- Jula (Norden)
- Gekås (Ullared)
- Lidl (multinationell)
- Netto (multinationell)
- Sagabutikerna (Göteborg, Uddevalla och Vänersborg, Skara 1965–1986)
- ÖoB
- Rusta
- Göfab (1974–2017)

### Finland
- Tokmanni

### Norge
- Europris
- Coop Obs!

### Storbritannien och USA
- Kmart (USA)
- Target (USA)
- Tesco (Multinationell)
- Walmart  (Multinationell)